# 숀 헤이스
숀 헤이스(Sean Hayes, 1970년 6월 28일 ~ )은 미국의 배우이다.

## 출연 작품
- 내 생애 최고의 데이트
- 더 캣
- 캣츠 앤 독스